# Awaken (film, 2015)
Pour les articles homonymes, voir Awaken.
Pour plus de détails, voir Fiche technique et Distribution.
Awaken est un thriller et un film d'action américain sorti en 2015, réalisé par Mark Atkins. Il met en vedettes Jason London, Robert Davi et David Keith.

## Synopsis
Billie Kope, un ancien membre des forces spéciales russes, part au Mexique à la recherche de sa sœur disparue. Mais elle se réveille sur une île isolée sans aucun souvenir de son kidnapping. Elle rencontre un groupe de survivants et s'allie à eux. Ils sont régulièrement traqués par de mystérieux soldats vêtus de noir qui les enlèvent, pour faire d'eux Dieu sait quoi. Mais l'entraînement au combat reçu par Billie lui permet de résister à ces soldats maléfiques. Elle découvre progressivement que le sort de sa sœur disparue est lié au sinistre mystère de l’île, et aux auteurs d'un plan diabolique, qui ont sans cesse besoin de nouvelles victimes.

## Distribution
- Jason London : Rich Napier
- Robert Davi : Quintin
- David Keith : Dr. Walsh
- Michael Copon : Nick
- Natalie Burn : Billie Kope
- Edward Furlong : Berto
- Daryl Hannah : Mao
- Vinnie Jones : Sarge
- Michael Paré : Xander
- Christa Campbell : Kat
- Daz Crawford : Stitch
- Augie Duke : Chloe
- Philip Tan : Todd
- Katrin Assi : Erin
- Mykayla Sohn : Violet
- Benny Nieves : Gardien de la prison
- Margot Daniel : Agnieszka
- Benny Urquidez : Dimitri Kope[1]

## Production
Le tournage a eu lieu en Californie, aux États-Unis. Le film est sorti le 7 juillet 2015 aux États-Unis, son pays d’origine.

## Réception critique
Awaken a obtenu un score d’audience de 9% sur Rotten Tomatoes.